# ゲオルゲ・ディマ音楽アカデミー
ゲオルゲ・ディマ音楽アカデミー（ゲオルゲ・ディマおんがくアカデミー、英語: Gheorghe Dima Music Academy、公用語表記: Academia de Muzică "Gheorghe Dima"）は、ルーマニアクルージュ＝ナポカに本部を置くルーマニアの音楽大学大学。1819年創立、1919年大学設置。

## 沿革
ハンガリー王国時代の1819年にルジチカ・ジェルジュ(Ruzitska György [ˈruziʧkɒ ˌɟørɟ]) が音頭を取って音楽協会 (Muzsikai Egyesület) が設立されたのが始まり。これが1837年に音楽院 (Zenekonzervatórium) に改組され、翌年にはオラトリオの公演も行った。1902年の秋からトルダラギ・コルダ館 (Toldalagi–Korda-palota) の2階に移転。
1919年にトランシルヴァニアがルーマニアに割譲されたことに伴い、ルーマニアの作曲家ゲオルゲ・ディマ (Gheorghe Dima)を学長として、ルーマニア語で授業を行う「クルージュ音楽院」(ルーマニア語: Conservatorul de Muzică din Cluj) が新たに創設された。名称は1931年から「音楽演劇アカデミー」(ルーマニア語: Academia de Muzică şi Artă Dramatică din Cluj) に変わった。
1949年、共産党政権が樹立されると、“ルーマニア・ギリシア・カトリック教会”（東方典礼カトリック教会）が禁止され、教会財産が国有化されるか、ルーマニア正教会に委譲され、音楽アカデミーの本部は、レジェルイ通り（共産主義時代の8月23日通り、現在はI.C.ブラティアヌ通り ）25号の、クルージュ統一神学アカデミーの建物に移された。
1950年にハンガリー系の音楽院とルーマニア系の音楽院は合併させられ、名称も「音楽院」に戻され、トランシルヴァニア公ボチカイ・イシュトヴァーンの生家に校舎を移転したが、後にギリシア・カトリック教会の神父養成学校の建物に移り、現在に至る。共産党政権が崩壊した1990年には再び「アカデミー」となり、クルージュ音楽院の最初の学長であったゲオルゲ・ディマの名が冠された。

## 大学組織
現在では3つの学部が設置され、音楽学、音楽教育学、指揮、器楽、声楽、ダンスの演出と教育学、オペラ演出などの学科がある。

## 著名な教師と出身者
- ディエター・アッカー(Dieter Acker)（作曲家）
- アーゴシュトン・アンドラーシュ(Ágoston András)（ヴァイオリニスト）
- アルマーシ・イシュトヴァーン(Almási István)（民俗音楽学者）
- エーリッヒ・ベルゲル(Erich Bergel)（指揮者）
- ビルタラン・ヨージェフ(Birtalan József)（作曲家）
- アントニン・チョラン(Antonin Ciolan)（指揮者）
- エミル・シモン (Emil Simon)（指揮者）
- デッリ＝サボー・ゲーザ(Delly-Szabó Géza)（作曲家）
- デメーニュ・アティッラ(Demény Attila)（作曲家）
- エイシコヴィチ・ミハーイ(Eisikovits Mihály)（作曲家）
- ファルカシュ・フェレンツ(Farkas Ferenc)（作曲家）
- ファーチョル・ルドルフ(Fátyol Rudolf)（ヴァイオリニスト）
- ヘルツ・ペーテル(Hercz Péter)（オペラ歌手）
- ヤガマシュ・ヤーノシュ(Jagamas János)（民俗音楽学者）
- トゥドル・ジャルダ(Tudor Jarda)（作曲家）
- ハリ・ベーラ(Hary Béla)（作曲家）
- カッローシュ・ゾルターン(Kallós Zoltán（民俗学者）
- キルコーシャ・ユーリア(Kirkósa Júlia)（オペラ歌手）
- クリザ・アーグネシュ(Kriza Ágnes)（オペラ歌手）
- ラカトシュ・イシュトヴァーン(Lakatos István)（音楽史学者）
- ラースロー・フェレンツ(László Ferenc)（音楽史学者）
- リゲティ・ジェルジュ(Ligeti György)（作曲家）
- マールコシュ・アルベルト(Márkos Albert)（作曲家）
- オルバーン・ジェルジュ(Orbán György)（作曲家）
- パロチャイ・ジグモンド(Palocsay Zsigmond)（詩人）
- ヨネル・パンテァ(Ionel Pantea)（オペラ歌手）
- ルハ・イシュトヴァーン(Ruha István)（ヴァイオリニスト）
- セニク・イロナ(Szenik Ilona)（民俗音楽学者）
- シギスムンド・トドゥツァ(Sigismund Toduţă)（作曲家）
- テレーニ・エデ(Terényi Ede)（作曲家）
- コルネル・ツァラヌ(Cornel Ţăranu)（作曲家）
- ヴィーグ・イボヤ(Vígh Ibolya)（オペラ歌手）